# Мірошніков Олександр Васильович
Олександр Васильович Мірошніков (6 серпня 1962, м. Миколаїв, Львівська область, Україна) — художник-каменеріз та ювелір. Заслужений майстер народної творчості України, Заслужений діяч каменерізного мистецтва, член Національної спілки художників України, повний кавалер нагород Меморіального фонду Фаберже, почесний громадянин міста Миколаєва Львівської області.

## Біографічні відомості
Народився 6 серпня 1962 року в м. Миколаїв, Львівської області.
Батьки: Василь Олександрович Мірошніков, Розалія Никодимівна Мірошнікова.
Закінчив Миколаївську середню школу № 2. У 1981р. закінчив Львівське ТУ №27 з відзнакою.
У 1981—1983 рр. проходив службу в армії, м. Чита, Забайкалля.
З 1983 по 1988 роки працював на підприємстві «Самотлорнефть», Тюменської області. Також заочно навчався у Московському народному університеті мистецтв імені Крупської. У вільний від роботи час почав займатися творчими експериментами та художньою самоосвітою. Наприкінці 1988 року Олександр Мірошніков повертається до України.
З 1990 року працює художником в торгово-промисловому об'єднанні «Україна-Захід». У 1991 році проходив стажування на ювелірній фірмі Silstone в Польщі, м. Ряшів.
З 1992 року працює у концерні «Львів» керівником ділянки художньо-сувенірної продукції, де випускає пам'ятну медаль, присвячену першій річниці Незалежності України.
З 1993 року залишає роботу у державному підприємстві і присвячує себе вільній творчості.
У 2013 році прийнятий до Національної спілки художників України.
У 2016 році створив орден Святого Іоана Павла II Великого (складається з ордену та зірки). Орден виконано у трьох ступенях. Надписи зроблено латиною та українською мовами. Це перший міжнародний орден на котрому є надписи українською мовою.

## Нагороди, відзнаки, звання
- Заслужений майстер народної творчості України.
- Заслужений діяч каменерізного мистецтва.
- Член Національної спілки художників України
- Повний кавалер нагород Меморіального фонду Фаберже.
- Почесний громадянин міста Миколаєва Львівської області.

В його колекції нагород — всі ордени Міжнародного меморіального фонду Карла Фаберже: орден Карл Фаберже 2-го ступеня, орден Михайла Пєрхіна, орден Карла Фаберже 3-го ступеня, орден Франца Бірбаума, орден Денісова-Уральського, Ювілейний орден меморіального фонду Фаберже, орден Карл-Фаберже-Придворний ювелір.
Найвищою відзнакою в області каменерізного мистецтва — «Орденом Денисова-Уральського» Олександр Мірошніков нагороджений першим в історії України i є одним з 27 кавалерів цього ордену у світі.

## Творчість

Орден Івана Павла II, 2016. Золото, срібло, позолота, діаманти, фіоніти

Більше 30 років працює з дорогоцінним камінням та металом. Створив ряд унікальних композицій, які вражають і змістовною наповненістю, і віртуозністю виконання. Удосконалив існуючі та розробив унікальні технології обробки напівдорогоцінних каменів, які дозволяють отримати невластиві для такого матеріалу візуальні ефекти, наприклад ефект спіненої води з гірського кришталю (робота Русалка Дністрова [Архівовано 5 березня 2017 у Wayback Machine.]). Разом з цим розробив техніку художнього мікромініатюрного виконання елементів з високим ступенем деталізації (роботи Канікули [Архівовано 5 березня 2017 у Wayback Machine.], На живця [Архівовано 5 березня 2017 у Wayback Machine.], Жага до життя [Архівовано 1 липня 2015 у Wayback Machine.], Маленький злодюжка [Архівовано 5 березня 2017 у Wayback Machine.]). Також О.Мірошніков є автором багатьох оригінальних та самобутніх ювелірних виробів (Астролябія [Архівовано 22 квітня 2016 у Wayback Machine.], Колізей [Архівовано 1 липня 2015 у Wayback Machine.], Космічні прикраси [Архівовано 5 березня 2017 у Wayback Machine.], Народження таланту [Архівовано 25 квітня 2016 у Wayback Machine.]), яким немає аналогів у цьому виді мистецтва.
В 2016 році Олександр Мірошніков виготовив орден Івана Павла II [Архівовано 22 квітня 2016 у Wayback Machine.], який був освячений у Львові архієпископом-митрополитом Львівським Римо-католицької церкви Мечиславом Мокшицьким, який свого часу працював особистим секретарем покійного понтифіка.
Роботи Олександра Мірошнікова зберігаються у приватних колекціях України, Російської Федерації, Європи, Америки та ОАЕ. Твори майстра експонувалися в музеях i галереях Львова, в Музеї українського народного декоративного мистецтва в Києві.

## Галерея робіт

### 1989-1999
1989—1991 — стіл «Сонячний день»;

1996 — «Сорока-злодійка»;

1997 — «Грот Монте-Крісто», «Перший сніг;

1998 — «Осічка»;

1999 — «Жук-вусач», «Весна», «Суниці».

### 2000-2005
2000 — «Маленький злодюжка», «Гармонія»;

2001 — «На живця»;

2002 — «Зустріч», «В очікуванні»;

2003 — «Жага до життя»;

2004 — «Старе місто», «Русалка Дністрова (Купала)», «Канікули»;

2005 — «Калина», «Актор».

### 2006-2010
2006 — «Пробудження Мавки», «Рябець (Дикі тюльпани)»;

2007 — «Спокуса»;

2009 — «Характерник Тарас»;

2010 — «Молодята».

### 2011-2016

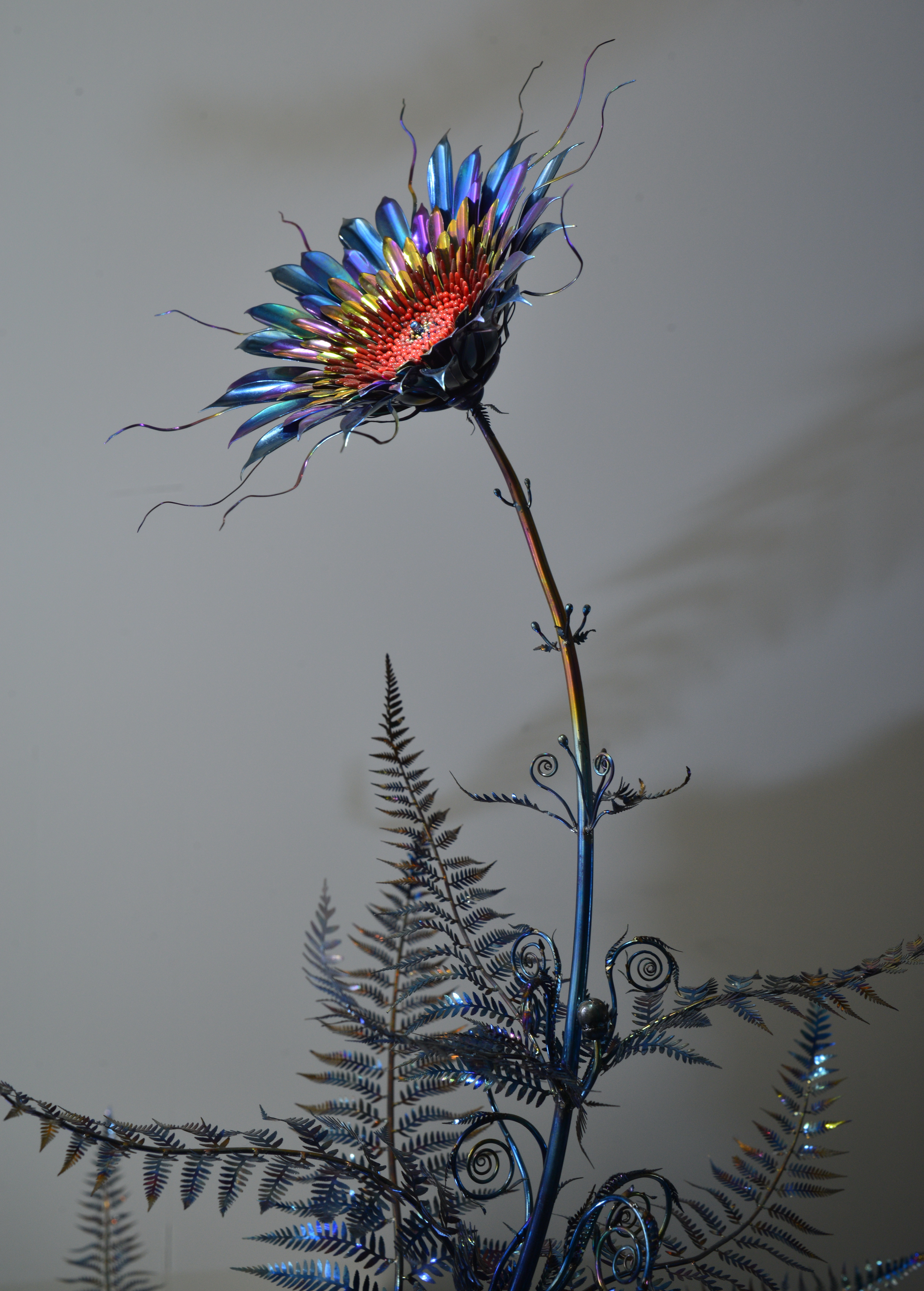
Квітка Папороті, 2023, титан, золото, гаряча емаль

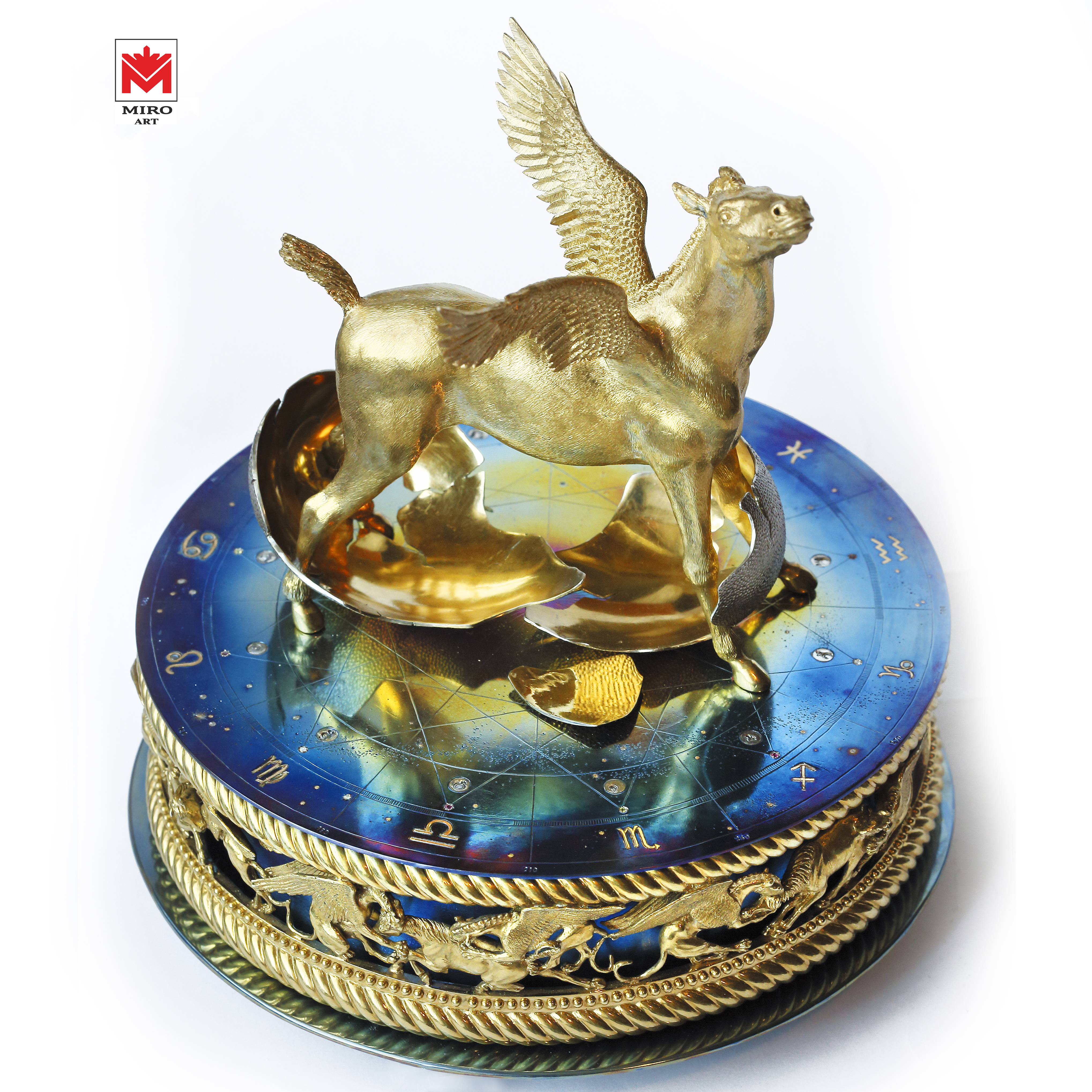
"Народження таланту" (Пегас) 20х20х20 см, 2013 р. титан, платина, золото, срібло, позолота, діаманти, рубіни, гранати-демантоїди

2011 — «Гурман», «Космічні прикраси», «Вічне питання», «Місіонер;

2012 — «Бажання», «Колар» (символ влади міського голови Миколаєва);

2014 — «Народження таланту» (Пегас), «Колізей»;

2015 — «Астролябія»;

2016 — Орден Івана Павла II.

## Виставки
- Виставка у Львівському Національному музеї, 1991, 1992, 1993 рр.

- Виставка «Галицький Фаберже», Києво-Печерська Лавра, Київ, 2004 рік.

- Презентація альбому «Самородок»[2], Музей етнографії та художнього промислу, Львів, 2012 рік.

- Персональна виставка «„Самородок“ Каменерізне та ювелірне мистецтво»[3], Національний музей українського народного декоративного мистецтва, Київ, 2013 рік.